# 宮城竜輝
宮城 竜輝（みやぎ たつき、2001年10月4日 - ）は、沖縄県中頭郡嘉手納町出身の元プロ野球選手（投手）。
兄は横浜DeNAベイスターズ投手の宮城滝太。

## 経歴
嘉手納町立嘉手納小学校時代は嘉手納ライオンズに、嘉手納町立嘉手納中学校時代は読谷ボーイズに所属。小学1年生のときに野球を始めた。
沖縄県立中部商業高等学校時代は3年春に背番号1を付け、エースを務める。春季沖縄大会初戦の対中部農戦では被安打2、14奪三振で完封の快投を見せたが、準々決勝で沖縄工に敗れ、ベスト8にとどまった。同年夏の県大会前に肘を故障し、夏の大会は不出場に終わったことで精神的に沈み込み、高校卒業後は就職し、1年間野球から離れてしまう。
しかし、DeNAに育成選手として入団した兄・滝太の活躍に刺激を受け、野球の再開を決意。地元沖縄の独立プロ野球団・琉球ブルーオーシャンズのトライアウト受験に向けて、平日は仕事後にトレーニングジムに通い、週末は高校時代の同級生とのボールを使った練習に励んだ。2020年11月6日にANA BALL PARK浦添で行われたトライアウトに合格し、琉球への入団を果たした。「（兄と）絶対一緒に戦いたい」とNPB入りを目標とする。
2021年9月末日、契約満了により琉球を1年で自由契約となった。球団Twitterに公開された同年の通算成績は、15試合に登板して16回を投げ、16与四球、14奪三振、防御率6.19の内容だった。
2022年12月に開催されたベースボール・チャレンジ・リーグ（ルートインBCリーグ）・茨城アストロプラネッツのトライアウトに参加し、合格。2023年1月6日、茨城に練習生として入団することが発表された。選手契約に変更されないまま、4月15日に退団が発表された。
同年5月12日、関西独立リーグ（さわかみ関西独立リーグ）・堺シュライクスへの入団が発表された。シーズン終了まで所属し、10月6日に自由契約での退団が発表された。堺での成績は、9試合に登板して2ホールドを記録し、防御率1.74だった。
11月2日に、九州アジアリーグ（ヤマエグループ 九州アジアリーグ）の北九州下関フェニックスが実施した独自トライアウトに参加し、11月9日に合格が発表された。2024年の1シーズンプレーし、シーズン終了後の10月27日に任意引退での退団が発表された。

## 選手としての特徴・人物
直球の最速は146km/h。変化球は、横方向へのスライダーとスプリットを投げられる。
グラブは兄・滝太から譲り受けたネーム入りのものを使用する。

## 詳細情報

### 独立リーグ球団での投手成績
出典は「一球速報.com」。
| 年 度    | 球 団      | 登 板 | 先 発 | 完 投 | 完 封 | 無 四 球 | 勝 利 | 敗 戦 | セ 丨 ブ | ホ 丨 ル ド | 勝 率 | 打 者 | 投 球 回 | 被 安 打 | 被 本 塁 打 | 与 四 球 | 敬 遠 | 与 死 球 | 奪 三 振 | 暴 投 | ボ 丨 ク | 失 点 | 自 責 点 | 防 御 率 | W H I P |
| -------- | ---------- | ----- | ----- | ----- | ----- | -------- | ----- | ----- | -------- | ----------- | ----- | ----- | -------- | -------- | ----------- | -------- | ----- | -------- | -------- | ----- | -------- | ----- | -------- | -------- | ------- |
| 2023     | 堺         | 9     | 0     | 0     | 0     | 0        | 0     | 0     | 0        | 2           | 0.000 | 48    | 10.1     | 9        | 0           | 7        | -     | 0        | 7        | 2     | 0        | 3     | 2        | 1.74     | 1.55    |
| 2024     | 北九州下関 | 10    | 1     | 0     | 0     | 0        | 0     | 0     | 0        | 0           | 0.000 | 58    | 10.1     | 8        | 0           | 17       | -     | 3        | 7        | 4     | 1        | 10    | 7        | 6.10     | 2.42    |
| KDL：1年 | KDL：1年   | 9     | 0     | 0     | 0     | 0        | 0     | 0     | 0        | 2           | 0.000 | 48    | 10.1     | 9        | 0           | 7        | -     | 0        | 7        | 2     | 0        | 3     | 2        | 1.74     | 1.55    |
| KAL：1年 | KAL：1年   | 10    | 1     | 0     | 0     | 0        | 0     | 0     | 0        | 0           | 0.000 | 58    | 10.1     | 8        | 0           | 17       | -     | 3        | 7        | 4     | 1        | 10    | 7        | 6.10     | 2.42    |

- 2024年終了時点

### 背番号
- 16 （2021年）
- 92 （2023年 - 2024年）